# Pomeroy Sport Centre
Pomeroy Sport Centre Fort St. John is een overdekte kunstijsbaan in Fort St. John, Brits-Columbia, Canada.
Het ijsstadion werd op 23 december 2009 geopend en is anno 2011 een van de twee overdekte kunstijsbanen van Canada, naast de Olympic Oval in Calgary. De Richmond Olympic Oval is niet meer als schaatsbaan in gebruik. Er zijn nog geen grote wedstrijden gehouden.